# Красотел золотистый
Красотел золотистый (лат. Calosoma auropunctatum) — вид жуков-жужелиц из подсемейства настоящих жужелиц. Распространён в Европе (кроме её запада и юго-запада), и Азии от Анатолии и Центральной Азии вплоть до западной части Китая и Монголии. Особи являются мезофилами. Заселяют степи и луга, а также лесополосы, агроценозы и урболандшафты. Длина тела имаго 23—30 мм.

## Сайт
- Батурин П. В. Фотографии. Сайт ЗИН РАН (zin.ru). Дата обращения: 11 октября 2011.
- Сажнев А. С. Род Calosoma F. Weber, 1801 (Coleoptera, Carabidae) Саратовской области. assazhnev.narod.ru. Дата обращения: 10 октября 2011.